# Leptailurus serval beirae
Leptailurus serval beirae es una subespecie de  mamíferos carnívoros  de la familia Felidae.

## Distribución geográfica
Se encuentra en África, concretamente en Mozambique.